# ウェストバトンルージュ郡 (ルイジアナ州)
ウェストバトンルージュ郡（ウェストバトンルージュぐん、英: West Baton Rouge Parish）は、アメリカ合衆国ルイジアナ州の中央部に位置する郡であり、面積では州内最小である。2010年国勢調査での人口は23,788人であり、2000年の21,601人から10.1％増加した。郡庁所在地はポートアレン（人口5,180人）であり、同郡で人口最大の町でもある。ウェストバトンルージュ郡はその教育制度に対する評価が高い。
ウェストバトンルージュ郡はバトンルージュ大都市圏に属している。

## 歴史

### 前史時代
プラークミン文化のマウンドがあるメドラ遺跡が、郡内南東部隅、ミシシッピ川がヘアピンのように屈折した場所にあるマンチャックポイントの氾濫原、バイユー・ボルボーに隣接してある。この遺跡がプラークミン文化とその時代を定義させることになった。1939年から1940年の冬に、ルイジアナ州立大学と公共事業促進局の合同プロジェクトとして、ルイジアナ州考古学調査所のためにジェイムズ・A・フォードとジョージ・I・クィンビーによって発掘された。

### 郡の成立
ウェストバトンルージュ郡は1807年に設立され、1812年まではバトンルージュ郡と呼ばれていた。
1853年、バトンルージュ・グロステト・アンド・オペルーサス鉄道が認可された。この会社線はバトンルージュ市からミシシッピ川を挟んで西岸、現在のポートアレン市が東側終着点だった。蒸気渡し船サニーサウス号が1日3回川を渡し、バトンルージュ市までの鉄道に繋いだ。この鉄道は西に隣接するアイバービル郡のローズデールの村を通っていた。グロステトの村近くでバイユー・グロステトに達すると、北西に転じてポイントクーピー郡のリボニアに通っており、総延長は26マイル (42 km) あった。リボニアから西、アチャファライア川までの路床は1861年までに準備されていた。

### 南北戦争
南北戦争の勃発によって路床に線路を敷く工事が妨げられた。オペルーサス市までの路線が建設されることは無かった。
ルイジアナ州が合衆国から脱退した後、ウェストバトンルージュ郡で2つの民兵隊が立ち上げられた。1つはH・M・ファブロー大尉が指揮するデルタ・ライフル隊、もう1つはブラスリー・ランディングの狙撃兵隊であり、クレオール人のフランス語話者の中隊をウィリアムズ大尉が指揮した。この2個中隊はルイジアナ第4連隊に加えられ、ロバート・J・バーロウ大佐が指揮し、ヘンリー・ワトキンス・アレン中佐が副官になった。この連隊は、シャイローの戦い、バトンルージュの戦いなどに参戦した。
鉄道は1862年5月まで運行され、サトウキビ、綿花を運び、またデルタ・ライフル隊を含み南軍も運んだ。1862年5月に北軍がバトンルージュを占領すると、鉄道の全車両は捕獲を逃れて鉄道線の西端まで送られ、戦争が続く間はそこに保管された。戦中、鉄道会社の社長はJ・V・デュラルドだった
北軍がバトンルージュを占領する間、市民の多くがウェストバトンルージュ郡に避難した。バトンルージュの戦い前にウェストバトンルージュ郡の堤防下に南軍の装甲砲艦 CSSアーカンソーが繋がれているのをサラ・モーガンが目撃した。モーガンは郡内でバトンルージュの戦いを観察した。
CSSアーカンソーは戦いの間に、北軍の装甲艦USSエセックスを攻撃できる位置に着こうとして上流に進んでいるときに推進機関が故障した。このことでウェストバトンルージュ郡側の岸に逸れ、座礁した。CSSアーカンソーの乗組員は敵の手に落ちることを避けるために、艦に火を付け、沈船させた。
1864年5月、レッド川方面作戦で失敗した北軍のナサニエル・バンクス少将指揮下の部隊が、ニューオーリンズに戻る途中で、ウェストバトンルージュ郡のローズデール道路を通った。
南北戦争の最終盤、激しい雨でウェストバトンルージュ郡の堤防が決壊し、地域を溢れた水で満たし、一時的に戦闘が停止された。この頃、ウェストバトンルージュ郡とアイバービル郡、さらに下流のポイントクーピー郡が、「組織の無いゲリラ部隊が出没した」とされている。彼等は地域住民にたいして多くの犯罪を犯し、堤防を修理していた労働者や川面にいた北軍の蒸気船に発砲した。北軍の役人と南軍の当局はこれらの無法行為を非難し、どちらもゲリラ組織を解体しようとした。このゲリラ問題が片付くまで北軍と南軍の間に一時的な休戦すら成立した。

#### 南北戦争後
南北戦争前はウェストバトンルージュ郡を含むルイジアナ州南部で砂糖産業が繁栄していたが、戦争でこれが壊滅した。北軍がミシシッピ川を支配したことで、砂糖製品を市場に運ぶことができず、馬やロバは北軍に徴用され、農作物は収穫されないままに残されたので、戦争が終わったときに砂糖産業は破産状態だった。砂糖プランテーションの多くが北部の資本家の手に渡った。ウェストバトンルージュ郡も例外ではなかった。ウェストバトンルージュ郡裁判所事務所に残された譲渡記録では、南北戦争終戦直後の数年間に、負債を払うために保安官事務所で多くのプランテーションが売却されたことを示している。
バトンルージュ・グロステト・アンド・オペルーサス鉄道は戦後に運行を再開したが、農業の衰退のために不況が続いていた。さらに所有していた69人の奴隷が解放され、労働者を雇用する必要があった。また1867年に郡内北端でおこった「大亀裂」によって洪水が起き、ミシシッピ川の西約6マイル (10 km) にあった区間に大きな被害を与えた。利益の出なくなった鉄道会社は1883年に運行を止めた。路線はルイジアナ中央鉄道が取得し、1902年まで運行した。
1871年、テキサス・アンド・パシフィック鉄道が、アメリカ合衆国議会から南側の大陸横断鉄道建設を認可された。この路線は州内ウェストウェゴ（ニューオーリンズに近いミシシッピ川西岸）から、北西にミシシッピ川西岸を通り、アレクサンドリアとシュリーブポートを抜けてから、西のテキサス州フォートワース、エルパソに向かい、そこでサザン・パシフィック鉄道と接続するものだった。この路線はウェストバトンルージュ郡南西部を抜けていた。郡南部に中継点が設けられ、そこから支線が12マイル (20 km) 北のミシシッピ川西岸に伸び、バトンルージュ市の対岸、当時既にポートアレンと呼ばれていた町に達した。この中継点はバトンルージュ・ジャンクションと呼ばれた。バトンルージュ・ジャンクションの周りにアディスの町が成長した。テキサス・アンド・パシフィック鉄道は1899年に、ポートアレンからニューローズまで、さらにアレクサンドリアまでの支線を延長する通行権を取得した。

#### 20世紀
1912年5月、北のポイントクーピー郡トーラス近くで堤防が決壊し、洪水はウェストバトンルージュ郡北部から南部のテキサス・アンド・パシフィック鉄道の西アディスにまで広がった。
テキサス・アンド・パシフィック鉄道は1976年にミズーリ・パシフィック鉄道と合併した。さらに1997年にはミズーリ・パシフィック鉄道とユニオン・パシフィック鉄道が合併し、ユニオン・パシフィック鉄道のテキサス・アンド・パシフィック部となった。
20世紀初期にサザン・パシフィック鉄道がラファイエットから郡内アンカレジまで支線を建設した。この線は直線であり、アチャファライア盆地を抜けることで知られた。この線は利益を出せずに1920年代に廃線になった。サザン・パシフィック鉄道はこの線の小部分の通行権を保持している。
1906年からミズーリ・パシフィック鉄道が、郡内アンカレジ（サンライズの直ぐ北）からイーストバトンルージュ郡のバトンルージュまで、ミシシッピ川を渡す「トランスファーボート」と呼ばれた「ジョージ・H・ウォーカー」鉄道フェリーを運行した。このトランスファーボートは蒸気動力であり、甲板にレールを敷き、客車や貨車がそのまま積み卸しできるようになっていた。1947年9月2日、鉄道線路を備えたヒューイ・P・ロング橋が完成し、トランスファーボートの役目は終わった。
1943年から1946年半ばまで、郡内には戦争捕虜収容所があった。この収容所にはドイツ人捕虜が収容され、プランテーションの労働力として使われた。ポートアレンの6番通りに面する郡所有地に置かれていた。
郡内ブラスリー近くにはシンクレア・シュガー歴史地区がある。
ウェストバトンルージュ郡博物館はポートアレン市にあり、郡の歴史に関する情報を展示している。アディスの町は町の歴史に関する博物館を運営している。

## 郡政府
ウェストバトンルージュ郡は郡政委員会が統治している。保安官事務所はポートアレン市の郡庁舎に入っており、郡政府ビルと図書館とは通り向かいである。保安官事務所は刑事事件と民事事件双方を扱っている。民事事件は郡庁舎で扱われるが、刑事事件の機能は刑事部と収監所のあるノースウェストドライブ沿いの近代的複合ビルに移された。

## 地理
アメリカ合衆国国勢調査局に拠れば、郡域全面積は204平方マイル (527 km2)であり、このうち陸地191平方マイル (495 km2)、水域は12平方マイル (32 km2)で水域率は6.10％である。郡南西部は人の住まない森林地である。最も目立つ地形はミシシッピ川であり、郡の東側境界になっている。川の堤防が郡を洪水から守っている。
ウェストバトンルージュ郡はアチャファライア川国立歴史遺産地域の二河川地域に含まれている。

### 主要高規格道路
- 州間高速道路10号線
- アメリカ国道190号線
- ルイジアナ州道1号線

ウェストバトンルージュ郡は、ヒューイ・P・ロング橋（アメリカ国道190号線）とホレス・ウィルキンソン橋（州間高速道路10号線）で、イーストバトンルージュ郡と結ばれている。

### 隣接する郡
- ウェストフェリシアナ郡 - 北
- イーストバトンルージュ郡 - 東
- イーストフェリシアナ郡 - 北東
- アイバービル郡 - 南西
- ポイントクーピー郡 - 北西

## 人口動態
以下は2000年の国勢調査による人口統計データである。
| 基礎データ - 人口: 21,601人 - 世帯数: 7,663 世帯 - 家族数: 5,739 家族 - 人口密度: 44人/km2（113人/mi2） - 住居数: 8,370軒 - 住居密度: 17軒/km2（44軒/mi2） 人種別人口構成 - 白人: 62.78% - アフリカン・アメリカン: 35.49% - ネイティブ・アメリカン: 0.20% - アジア人: 0.19% - 太平洋諸島系: 0.02% - その他の人種: 0.53% - 混血: 0.79% - ヒスパニック・ラテン系: 1.45% 年齢別人口構成 - 18歳未満: 28.1% - 18-24歳: 9.9% - 25-44歳: 30.6% - 45-64歳: 21.7% - 65歳以上: 9.7% - 年齢の中央値: 34歳 - 性比（女性100人あたり男性の人口） - 総人口: 96.6 - 18歳以上: 93.4 | 世帯と家族（対世帯数） - 18歳未満の子供がいる: 37.6% - 結婚・同居している夫婦: 51.5% - 未婚・離婚・死別女性が世帯主: 18.2% - 非家族世帯: 25.1% - 単身世帯: 21.5% - 65歳以上の老人1人暮らし: 7.1% - 平均構成人数 - 世帯: 2.74人 - 家族: 3.20人 収入と家計 - 収入の中央値 - 世帯: 47,298米ドル - 性別 - 男性: 35,618米ドル - 女性: 22,960米ドル - 人口1人あたり収入: 22,101米ドル - 貧困線以下 - 対人口: 16.0% - 対家族数: 13.2% - 18歳未満: 22.2% - 65歳以上: 13.1% |

## 都市と町

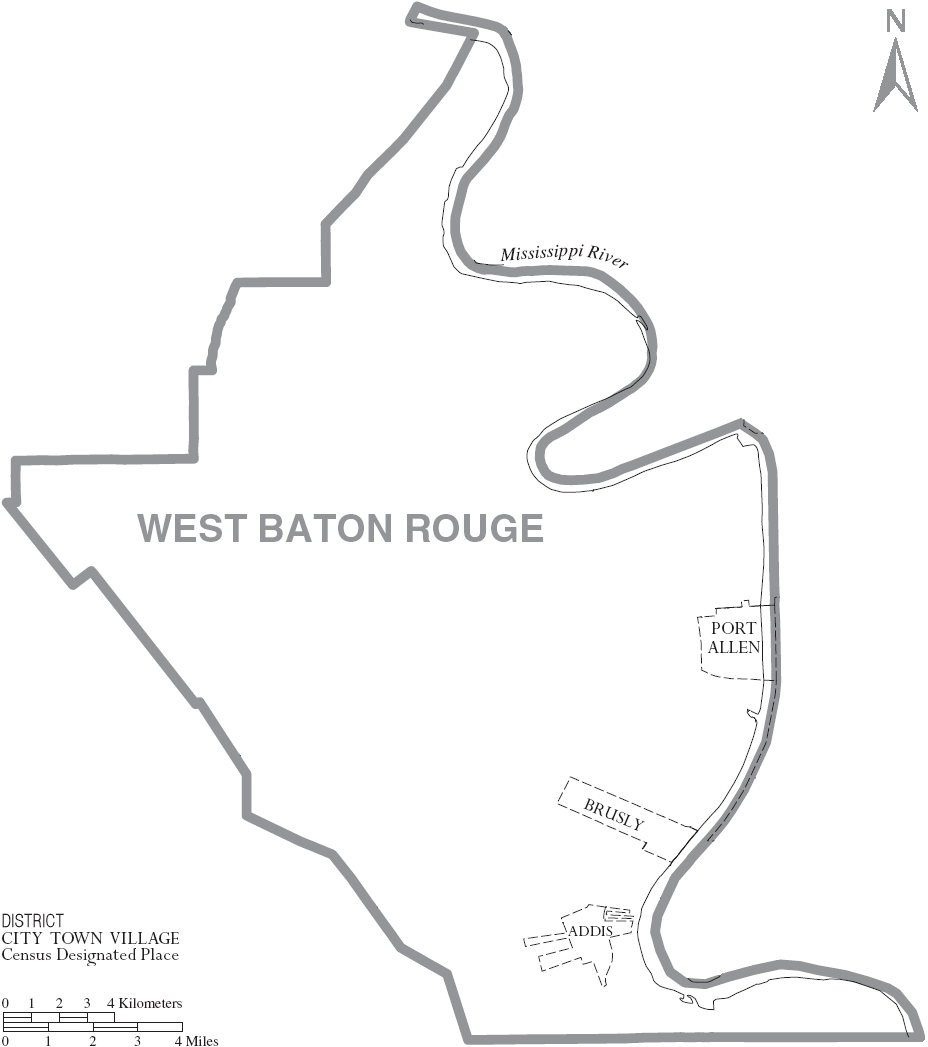
ウェストバトンルージュ郡図

- アディス
- ブラスリー
- ポートアレン - 郡庁所在地

### 未編入の町
| - アントニオ - ベルモント - ブーシェ - チェンバレン - デバルズ | - アーウィンビル - イスラ - カーンズ - ロボデル - ルークビル |

## 教育
ウェストバトンルージュ郡教育委員会が地元の公立学校を運営している。
カトリック教系のホリー・ファミリー学校は幼稚園生から8年生までを教える私立学校である。

## 著名な住人
- スリム・ハーポ、ブルース・シンガー、ハーモニカ奏者、ギタリスト